# Edris Albert Hapgood
Edris Albert Hapgood, més conegut com a Eddie Hapgood, (Bristol, 24 de setembre de 1908 - Leamington Spa, 20 d'abril de 1973) fou un futbolista anglès dels anys 1920 i 1930 i posterior entrenador.

## Trajectòria
Després d'iniciar la seva carrera futbolística al Kettering Town de la Southern League, fou fitxat per l'Arsenal de Herbert Chapman l'any 1927 per £950 lliures. Romangué al club durant gairebé dues dècades. Fou capità de l'equip durant els anys trenta i en el seu palmarès va inscriure cinc lligues d'Anglaterra i dues copes. Disputà 440 partits amb el club i marcà dos gols.
També disputà 30 partits amb la selecció anglesa. Debutà enfront Itàlia a Roma el 13 de maig de 1930, partit acabat amb empat a 1 gol. També fou capità de l'equip nacional durant 21 partits, essent el primer el partit conegut com la Batalla de Highbury el 14 de novembre de 1934, també enfront Itàlia.
La Segona Guerra Mundial tallà la carrera de Hapgood quan tot just tenia al voltant de la trentena d'anys. Serví a la Royal Air Force i disputà diversos partits amistosos. Després de la guerra esdevingué entrenador, dirigint clubs com Blackburn Rovers, Watford FC i Bath City.